# SStB – Neustadt
Die Dampflokomotive „NEUSTADT“ war eine Güterzug-Dampflokomotive der k.k. südlichen Staatsbahn. Die Lokomotive wurde aus Anlass des Semmering-Wettbewerbes 1851 von der Wiener Neustädter Lokomotivfabrik (Günther) gebaut. Die anderen drei Fahrzeuge, die in diesem Wettbewerb um die geeignete Lokomotive für die Semmeringbahn teilnahmen, waren die „BAVARIA“, die „SERAING“ und die „VINDOBONA“.
Fälschlicherweise findet man häufig den Namen „WR. NEUSTADT“ für diese Lokomotive in der Literatur. Dieser Name ist jedoch in keiner Liste auffindbar. Vgl. dazu die Bemerkungen von Erich Hoch in (Lit.: Dietrich, 1994, S. 307).
Die „NEUSTADT“ hatte vier Achsen und vier Zylinder, von denen je zwei in einem Drehgestell gelagert waren. Sie hatte einen einfachen, relativ langen Kessel. Die Zylinder lagen außerhalb des Rahmens. Wasser und Kohle waren auf der Maschine selbst untergebracht. Es handelte sich also um eine Tenderlokomotive, da es keinen separaten Schlepptender gab.
Bei den im Laufe des Wettbewerbs durchgeführten Leistungsproben erfüllte die Lokomotive die vorgeschriebenen Leistungen, lag allerdings hinter der „BAVARIA“ auf dem zweiten Platz. Sie wurde zu einem Preis von 10000 Dukaten vom Staat angekauft.
Die Dampfentnahme aus dem Kessel war einwandfrei. Durch die auf den Drehgestellen angebrachten Zylinder und den festgelagerten Kessel waren allerdings gelenkige Dampfleitungen erforderlich, die nur schwer instand zu halten waren. Zusätzlich waren die Drehgestelle nur unbefriedigend ausgeführt, sodass ihre freie Beweglichkeit in den Krümmungen nicht gegeben war.
Dennoch bildete die „NEUSTADT“ das Vorbild für die Ende der 1860er-Jahre gebauten Doppellokomotiven der Bauart Meyer. Auch die Mallet-Lokomotiven sind auf die „NEUSTADT“ und die „SERAING“ zurückzuführen. Darüber hinaus war die „NEUSTADT“ die erste in Österreich gebaute Tenderlokomotive.
Wegen der genannten Mängel wurde die Maschine bald abgestellt und schließlich verschrottet.